# Stipe Plazibat
Stipe Plazibat (sinh ngày 31 tháng 8 năm 1989) là một cầu thủ bóng đá người Croatia.

## Sự nghiệp câu lạc bộ
Stipe Plazibat đã từng chơi cho FC Gifu và V-Varen Nagasaki.